# Kakmossa
Kakmossa (Hedwigia ciliata) är en bladmossart som beskrevs av Palisot de Beauvois 1805. Kakmossa ingår i släktet Hedwigia och familjen Hedwigiaceae. Arten är reproducerande i Sverige. Inga underarter finns listade i Catalogue of Life.

## Bildgalleri

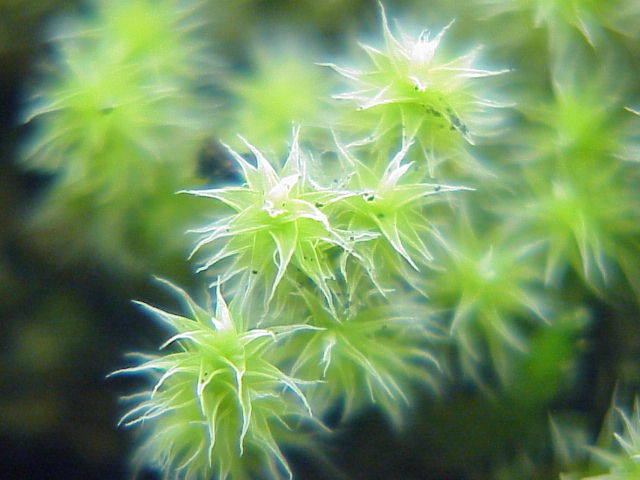
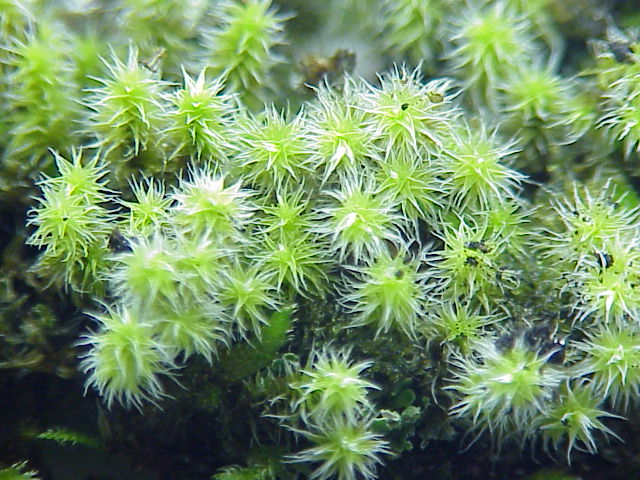
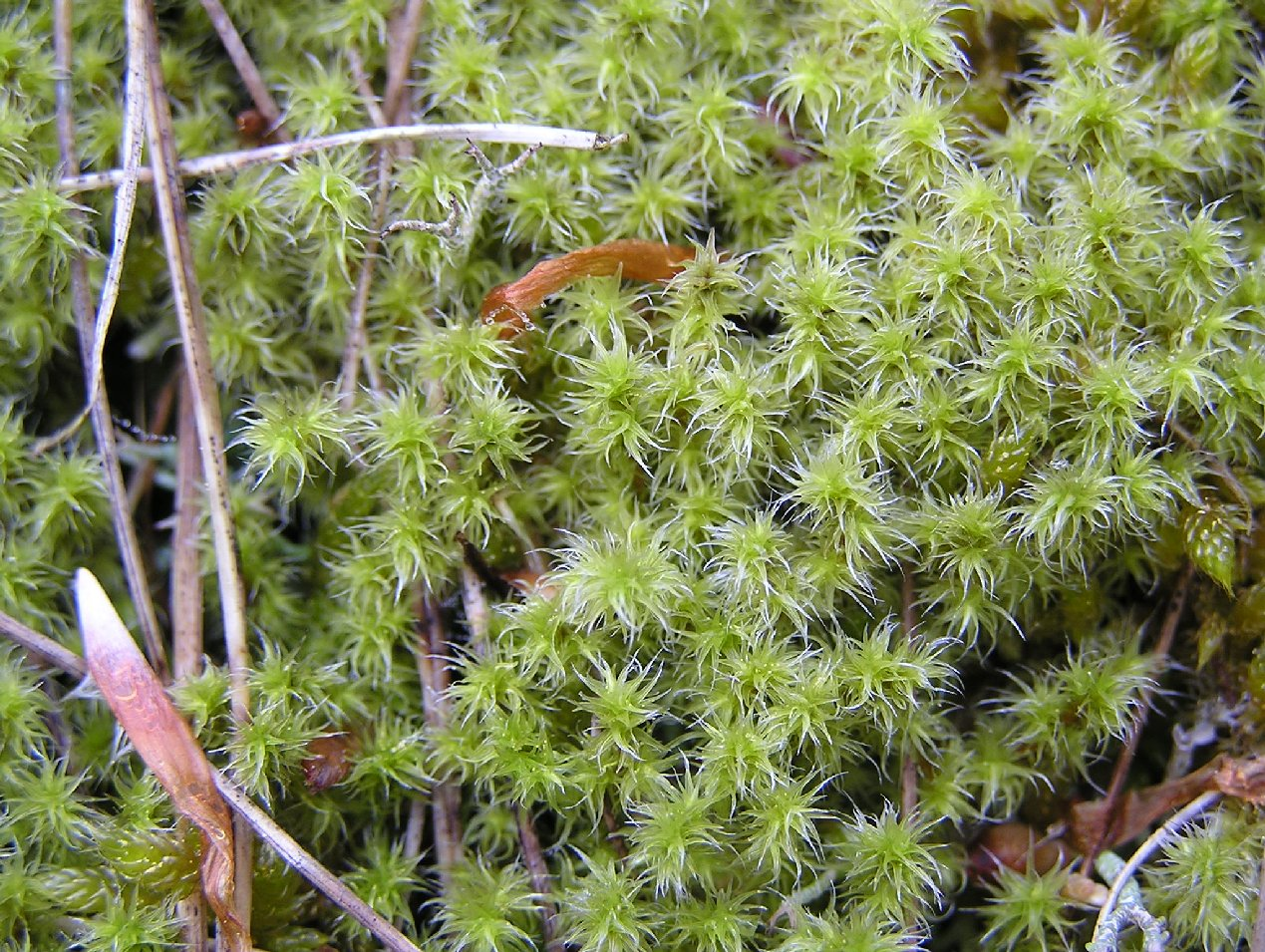
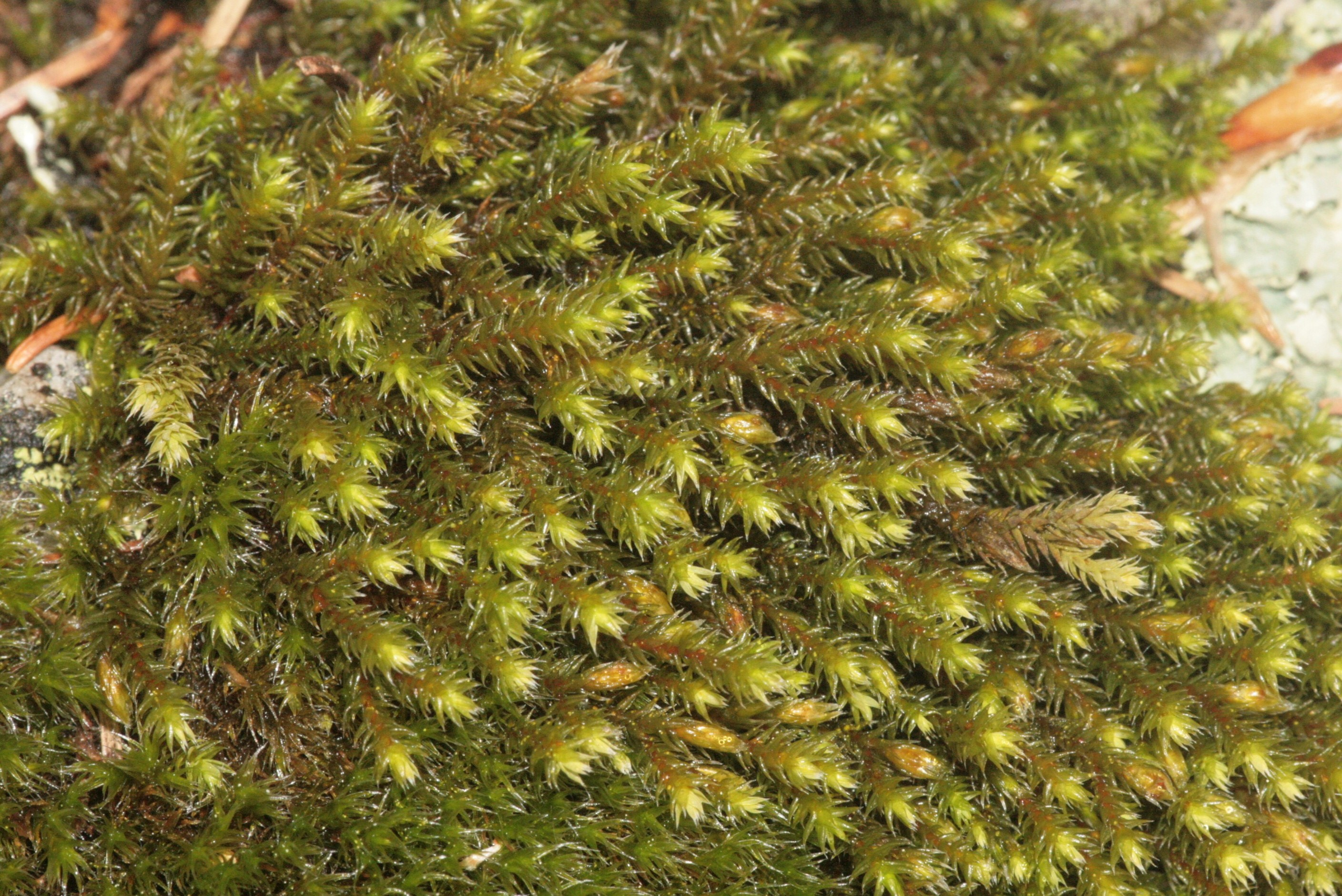
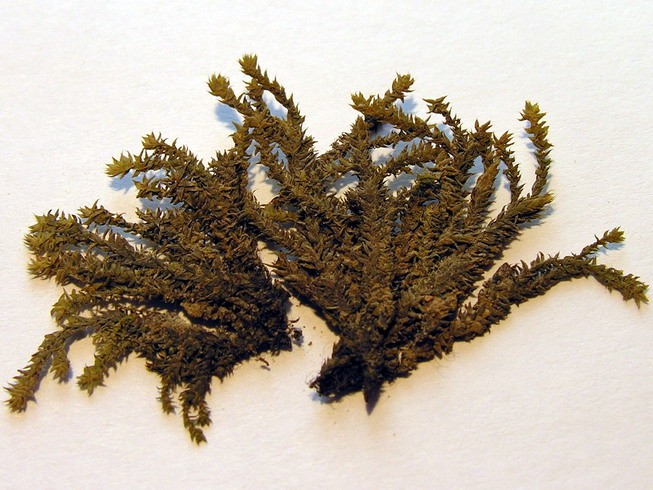
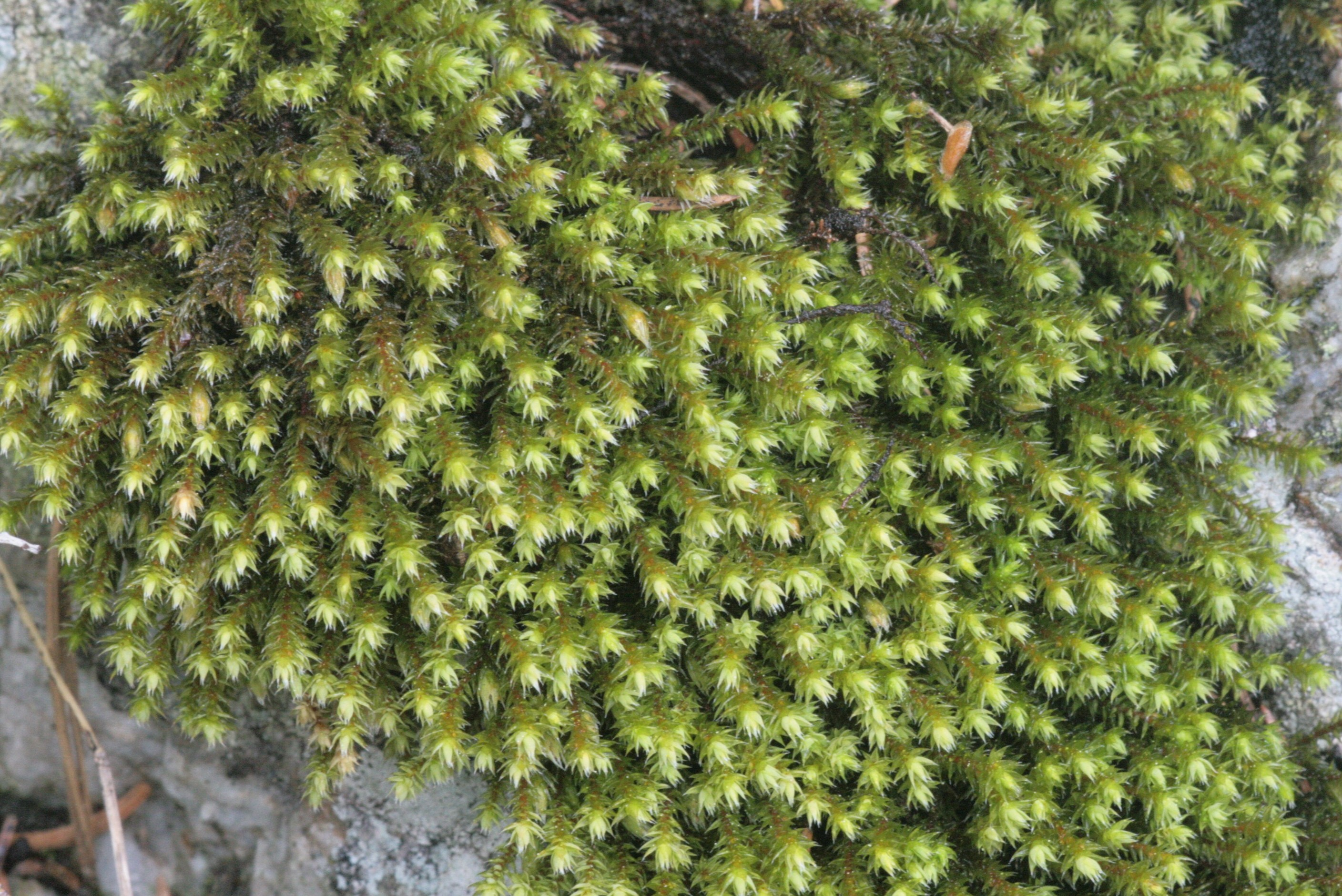